# Artemisia afra
Artemisia afra, tên phổ thông ngải (đắng) châu Phi, là một loài thực vật có hoa trong họ Cúc. Loài này được Carl Ludwig von Willdenow mô tả khoa học đầu tiên năm 1803, dựa theo mô tả chưa công bố của Nikolaus Joseph von Jacquin. Năm 1804, Nikolaus Joseph von Jacquin mới công bố các mô tả của ông.

## Phân bố
Loài này có phân bố rời rạc, tại miền nam Ethiopia ở phía bắc và Angola, Botswana, Nam Phi, Lesotho, Namibia, Swaziland (Eswatini), Zambia, Zimbabwe ở phía nam.